# ساو جواو دا بونتا
ساو جواو دا بونتا بلدية في ولاية بارا في المنطقة الشمالية من البرازيل.